# Enel
Enel S.p.A. er en italiensk multinational energikoncern, der producerer og distribuerer elektricitet og gas. Enel, som oprindeligt betød Ente nazionale per l'energia elettrica, blev først etableret som et offentligt organ i 1962, og det blev i 1992 ændret til en statsejet virksomhed. I 1999 blev Enel privatiseret, hvorefter virksomheden blev børsnoteret på Borsa Italiana. Republikken Italien er fortsat den største aktionær med en ejerandel på 23,6 %.
Enel havde i 2020 en omsætning på 65 mia. euro. Der var 66.717 ansatte i 2020.